# Yepoella
Yepoella és un gènere monotípic de saltícids (aranyes saltadores) argentines que conté l'única espècie, Yepoella crassistyli. Va ser descrit per primera vegada per María Elena Galiano l'any 1970, i es troba a l'Argentina.
Una segona espècie, Y. tenuistyli Galiano, 1970, es va traslladar a Theriella el 1996.